# プロジェクト・サンライズ
プロジェクト・サンライズ（英語: Project Sunrise）は、カンタス航空による、オーストラリア東海岸のシドニーからロンドン及びニューヨークへの直行便を就航させる超長距離飛行計画である。実現すれば、シドニー・ロンドン間は1万7000kmを超える世界最長の定期航空路線（直行便）となる。

## 概要
これまで何度も都市を経由して結んでいたことからカンガルールートと呼ばれていた、シドニーとロンドン及びニューヨークを結ぶルートに2022年までに直行便を就航させるべく、2017年にカンタス航空が立ち上げた。プロジェクトの名称は、第二次世界大戦中にカンタス航空がインド洋を横断して運航したダブル・サンライズ飛行に由来する。
カンタス航空によると、直行便化によって経由地の空港における遅延を無くすことができる上、途中寄港する場合と比較して所要時間が3時間以上短縮できるとしている。
プロジェクト設立と同時に、カンタス航空はエアバスとボーイングの両社に、このプロジェクトを達成できる飛行機の開発を依頼した。その結果、エアバスはエアバスA350-1000、ボーイングはボーイング777-8Xを提案し、カンタス航空のアラン・ジョイスCEOも2019年6月、 両機種がシドニー・ロンドン間の路線に十分な輸送量を輸送可能だと明らかにした。 なお、シンガポール航空が超長距離線機材としてシンガポール・チャンギ国際空港～ニューアーク・リバティー国際空港線などに投入しているA350-900ULRは、設置可能座席数の少なさを理由に選択肢から外している。

## プロジェクトの沿革

### 3度のテストフライト
2019年、カンタス航空はプロジェクト・サンライズに向けた3回のテストフライトを当時受領したばかりのボーイング787-9を使用して行うと発表した。
最初のテストフライトは同年10月18日に、ニューヨーク・ジョン・F・ケネディ国際空港とシドニー国際空港を結ぶ便として行われた。使用されたのはボーイング787-9「VH-ZHI」で、ボーイングのエバレット工場で完成し、ロサンゼルス国際空港への移送を経てニューヨークへ飛行した後、QF7879便としてデリバリーフライトも兼ねて運航された。必要な航続距離を確保するために、乗客と乗務員49名のみを輸送し、貨物は搭載しなかった。総所要時間は19時間16分となった。機長によると、着陸した地点で70分飛行できる分の燃料を残していたという。
この実験フライトでは、 20時間以上の飛行で人間の身体がどのように反応するかのデータを得た。 通常の夜間フライトは、夕食から出され、その後消灯という流れが通例だが、今回は目的地の時間帯に合わせて、昼食からスタートしその後6時間は客室のライトを点灯させた状態で飛行し、乗客の時差ぼけの軽減を図った。また、乗客はエコノミー症候群防止のため、飛行中に特別に設定された空間でストレッチをした他、搭乗者には飛行前と飛行後2週間、時差ぼけの症状や対処方法を毎日記録するよう指示された。
パイロットにも各種センサーを装着してパイロットの身体活性信号をチェックした他、パイロットの注意力を記録するため、コックピットにカメラが設置された。
またフライトには医療チームも搭乗し、長時間フライトがクルーや乗客の体に与える影響を調査した。
同年11月14日には、ロンドン・ヒースロー空港からシドニー国際空港までの実験フライトが実施された。
12月16日には最後のテストフライトがジョン・F・ケネディ国際空港発シドニー国際空港行きの便で行われ、これはカンタス航空に納入された11機目で最後のボーイング787-9である「VH-ZNK」のデリバリーフライトも兼ねた。

### 機材の決定
同年12月、カンタス航空はプロジェクト・サンライズで使用する機材としてエアバスA350-1000ULRを選定しエアバスを優先サプライヤーとして調整している事を発表した。その後コロナ禍でプロジェクトが凍結したが2022年2月24日に凍結が解除され、同年5月2日にカンタス航空はエアバスにA350-1000ULR12機を確定発注した。
2023年には、カンタス航空のA350-1000ULRの機内仕様が公開された。機内はファーストクラス6席、ビジネスクラス52席、プレミアムエコノミークラス40席、エコノミークラス140席の4クラス計238席を搭載し、このうち上級クラス席は客単価を上げて収益力を高める必要が出てきたことから比率を大幅に増やし、40％となった。その他、ストレッチやスナックなど、座席から離れた時間を過ごすことができるウェルビーイングゾーンが設置される。また、プレミアムエコノミークラスやエコノミークラスもカンタス航空の保有機材で最も広いシートピッチとなる。
標準的な3クラス構成のエアバスA350-1000は300～410人の乗客を乗せることができるが、カンタス航空のA350-1000ULRは、最大238人乗りとなる。これはウェルビーイングゾーンのスペース確保やシートピッチの拡大の他、超長距離飛行に必要な3つ目の燃料タンクの追加に対応するためである。
2024年2月22日、カンタス航空は、規制当局から追加燃料タンクの再設計を求められているため、エアバスからのA350-1000ULRの最初の納入が6か月遅れて2026年半ばになる見込みであると発表した。